# Балтика (компания)
«Ба́лтика» — российская пивоваренная компания. Первый завод в Санкт-Петербурге («Балтика — Санкт-Петербург») начал производство в 1990 году. С 2008 по 2023 год контролировалась датской компанией Carlsberg.
Бренд пива «Балтика» — один из двух российских брендов (наряду с «Лукойлом»), вошедших в список 100 крупнейших мировых товарных знаков, составленном в апреле 2007 года британской газетой Financial Times; по итогам аналогичного рейтинга, составленного в апреле 2010 года, в сотню ведущих марок «Балтика» уже не попала. Товарный знак «Балтика» вошёл в тройку лидеров рейтинга Международного бренд-консалтингового агентства Interbrand, как один из самых дорогих брендов.

## История
Пивоваренный завод «Балтика» в Санкт-Петербурге начал производство в 1990 году. В 1991—2004 гг. директором, генеральным директором, затем президентом завода был Таймураз Боллоев.
После приватизации в 1992 году завод преобразован в ОАО, крупнейшим акционером которого в 1993 году стал пивоваренный концерн Baltic Beverages Holding.
В 1998 году предприятие преобразовано в ОАО «Пивоваренная компания „Балтика“».
В 2000 году компания совместно с французской фирмой Groupe Soufflet открыла солодовенный завод «Суффле-Санкт-Петербург», построенный ОАО «Пивоваренная компания „Балтика“». Французские партнёры вложили в проект около 35 млн долл.: им принадлежало 70 % акций завода, остальные расходы взяла на себя «Балтика», доля которой в проекте составляла 30 %.
Продажи пива «Балтика» в Великобритании начались в 2003 году, при этом данная марка позиционировалась на рынке как суперпремиальная и продавалась по цене 6-7 $ за поллитровую бутылку, на 15 % дороже бутылки пива «Гиннесс». При этом в США стоимость бутылки «Балтики» — 1,5—2 $.
В конце 2006 года «Балтика» объединилась с тремя российскими пивоваренными компаниями — «Вена» (Санкт-Петербург), «Пикра» (Красноярск) и «Ярпиво», с 2007 года компании стали одним юридическим лицом. В апреле 2008 года «Балтика» вошла в международную группу Carlsberg; является значительной её частью, и её региона Восточная Европа, к которому также относятся Белоруссия, Украина, Азербайджан, Казахстан и Узбекистан. В 2008 году приобретён завод в Азербайджане. В конце 2012 года Carlsberg, выкупив у миноритарных акционеров их акции, стала единственным собственником компании, после чего сменила организационно-правовую форму «Балтики» с акционерного общества на общество с ограниченной ответственностью (ООО).
«Балтика» являлась официальным поставщиком Зимних Олимпийских игр в Сочи 2014 года в категории «Пиво».
В 2023 году указом президента России Владимира Путина «Балтика» была передана во временное управление Росимущества.
2 декабря 2024 года указом Владимира Путина «Балтика» была выведена из под управления Росимущества, а 6 декабря куплена компанией АО «ВГ Инвест», генеральным директором которой является вице-президент «Балтики» Егор Гусельников. АО «ВГ Инвест» напрямую владеет 98,65 %, оставшиеся 1,35 % принадлежат дочерней ООО «Хоппи Юнион». Сумма сделки — ≈34 млрд ₽ (320,75 млн $). 19 декабря генеральным директором «Балтики» стал бывший вице-президент Дмитрий Визир.

## Собственники и руководство
До декабря 2024 года владельцем компании являлся скандинавский пивоваренный концерн Baltic Beverages Holding, принадлежащий Carlsberg Group (доля в уставном капитале составляла 100 %). В ноябре 2012 года Carlsberg выкупила у прочих акционеров все акции «Балтики» (на это предполагалось потратить $1,15 млрд).
В 2022 году Carlsberg приняла решение продать «Балтику» единым лотом. 23 июня 2023 года Carlsberg Group объявила о подписании контракта с неназванным покупателем (ранее в СМИ появлялись сообщения о возможной продаже «Балтики» турецкой Anadolu Efes).
16 июля 2023 года указом президента России в «Балтике» было введено внешнее управление, акции компании были переданы «Росимуществу». Президентом назначен Таймураз Боллоев, уже руководивший ей в 1991—2004 годах.
16 ноября 2023 года экс-президент «Балтики» Денис Шерстенников арестован по делу о мошенничестве. По версии следствия Российской Федерации, фигуранты и неустановленные соучастники, в том числе из сотрудников  «Балтики», до 17 июля 2023 года «путем обмана приобрели в пользу компаний „Карлсберг Казахстан“ и „Виста БиУай Ко“ принадлежащее ООО „Балтика“ право интеллектуальной собственности стоимостью не менее 295,6 млн рублей».
5-6 декабря 2024 года, после вывода из состава Росимущества,  была выкуплена компанией «ВГ Инвест».
Согласно расследованию ФБК, деньги на покупку Балтики компания «ВГ Инвест» получила от структур Геннадия Тимченко. Фактически это означает, что завод Балтика принадлежит Геннадию Тимченко.

## Деятельность
Производственная мощность предприятий «Балтики» — более 52 млн дал пива в месяц; всего компании принадлежат более 30 пивных и 9 непивных торговых марок. Продажи осуществляются в 98 % торговых точек России. Продукция компании «Балтика» в 2012 году, по её собственным данным, представлена более чем в 75 странах мира, в том числе в Западной Европе, Северной Америке и странах Азиатско-Тихоокеанского региона. Всего продажи за пределами стран СНГ составляли на 2007 год менее 1 % от общего объёма произведённого компанией пива. В мае 2018 года «Балтика» начала отгрузку партии пива в Гондурас, объёмом в 15 тыс. литров.

### Структура
В состав компании входят обособленные производственные площадки:
- штаб-квартира и завод «Балтика — Санкт-Петербург»
- Филиал «Балтика — Воронеж»
- Филиал «Балтика — Новосибирск»
- Филиал «Балтика — Пикра» (Красноярск) (закрылся 30 апреля 2015 года)[23]
- Филиал «Балтика — Ростов» (Ростов-на-Дону)
- Филиал «Балтика — Самара» (пос. Кинельский Самарской обл.)
- Филиал «Балтика — Тула»
- Филиал «Балтика — Хабаровск»
- Филиал «Балтика — Челябинск» (закрылся 30 апреля 2015 года)[23]
- Филиал «Балтика — Ярославль»

### Показатели деятельности
Численность персонала — около 8,5 тыс. человек.
В 2012 году компания продала 34,6 млн гл пива; общий объём продаж продукции за рубежом в 2014 году с учётом лицензионного производства составил 2,8 млн гл, что составляет 7,5 % от общего объёма продаж компании включая продажи брендов компании и на лицензионных рынках. Бренды «Балтики» производятся по лицензии в Казахстане, Азербайджане и Таджикистане.
По РСБУ выручка компании «Балтика» в 2012 году — примерно 89,3 млрд руб., чистая прибыль — 6,3 млрд рублей.
Объём совокупных налоговых отчислений компании в бюджеты всех уровней и внебюджетные фонды в 2012 году составил 60,2 млрд рублей.

## Торговые марки компании
Компания выпускает напитки под следующими торговыми марками:

### Flash Up (безалкогольный напиток)
- Flash UP Max (ПЭТ, 1.0 л.) и Flash Up Energy (ПЭТ, 0.5 л.)
- Flash UP Ultra Energy (банка, 0.45 л.)
- Flash Up Energy Апельсиновый ритм (банка, 0.45 л.)
- Flash Up Energy Ягодный микс (банка, 0.45 л.)
- Flash Up Energy Мятный лайм (банка, 0.45 л.)
- Flash Up Energy Манго-ананас (банка, 0.45 л.)
- Flash Up Energy Bubble Gum (банка, 0.45 л.)
- Flash Up Energy Raspberry fresh energy (банка, 0.45 л.)
- Flash Up Energy Marshmallow "Limited Edition" (банка 0.45 л.)
- Flash Up Energy Kiwi-Carambola (банка 0.45 л.)
- Flash Up Energy Banana-feijoa (банка 0,45л.) – Выпускается с 2025
- Flash Up Energy Blueberry Donut "Limited Edition" (банка 0.45 л.)

FLASH UP (KAZAKHSTAN)
- Flash Up Energy Classic (банка 0.45 л.)
- Flash Up Energy Mojito-Strawberry (банка 0.45 л.)
- Flash Up Energy Peach-Pineapple (банка 0.45 л.)
- Flash Up Energy Ultra (банка 0.45 л.)
- Flash Up Energy Exotic (банка 0.45 л. )
- Flash Up Energy Buble Gum (банка 0.45 л.)
- Flash Up Energy Morning Cakes (малиновый пирог) "Limited edition" (банка 0.45 л.)
- Flash Up Energy Night Movie (попкорн) "Limited Edition" (банка 0.45 л)

KIXX (энергетический напиток)
(KIXX - Энергетик от популярного блогера Дмитрия Масленникова, выпускается на заводах Балтики с 2024)
- KIXX "Extrime Original" (банка 0,45л)
- KIXX "Паранормальный лайм" (банка 0,45л)
- KIXX "Тёмная сторона вишни" (банка 0,45л)
- KIXX "Паранормальный тропик-микс" (банка 0,45л)

KIXX (Чипсы)
- KIXX "Призрачная паприка" (пачка 0,5кг)
- KIXX "Чизбастер" (пачка 0,5кг)
- KIXX "Мистический гриль " (пачка 0,5кг)
- KIXX "Игра в краба" (пачка 0,5кг)
- KIXX "Не просто соль" (пачка 0,5кг)

### Tuborg (Green Beat с 2024 года)
Пиво Tuborg. (GREENBEAT в России) Появилось в Дании в 1873 году. В Санкт-Петербурге производится по лицензии с 2000 года. В России Tuborg теперь GreenBeat:
- GREENBEAT (алкоголь не менее 4,6 %)
- GREENBEAT non-alcoholic (безалкогольное)
- GREENBEAT Ice Draft (алкоголь не менее 4,2 %) — выпускается с 2023 года
- GREENBEAT Mix Mango Passion (алкоголь не менее 6,0 %) — выпускается с 2023 года
- GREENBEAT Mix Orange Mint (алкоголь не менее 6,0 %) — выпускается с 2023 года

### Holsten (Rüdiger с 2025 года)
Holsten производится в Германии с 1879 года. В России льется под названием Rüdiger, производится с 2000 года. С мая 2012 года производится по лицензии компанией «Балтика».
- Holsten Pilsener (алкоголь не менее 4,5 %)
- Holsten Premium (алкоголь не менее 4,8 %)
- Holsten Light (алкоголь не менее 4,2 %)
- Holsten Strong (алкоголь не менее 7 %)
- Rüdiger 0.0 Non-alcoholic Бутылка 0,45 (алкоголь не менее 0,04%)
- Rüdiger Original Premium Банка/Бутылка 0,45  (алкоголь не менее 4,8%)
- Rüdiger Original Pilsener Банка/Бутылка 0,45 (алкоголь не менее 4,5%)

### Kronenbourg 1664 (Krone Blanche Biere с 2024 года)
В России Kronenbourg 1664(Krone Blanche Biere) производится с ноября 2004 года. Содержание алкоголя: не менее 5,0 %. Разливается в стеклянные бутылки (0,46 л). Пастеризованное, без консервантов.
- Krone Blanche Biere (алкоголь не менее 4,5 %)
- Krone Blanche Biere Alcohol Free (алкоголь не менее 0,5 %)
- Krone Blanche Biere Mango (алкоголь не менее 4,5 %)
- Krone Lager Biere (алкоголь не менее 4,7%)

Old Bobby
- Old Bobby English Lager (Светлый лагер, алкоголь не менее 4,6 %. Разливается по бутылкам 0,568 л (пинта) и банкам 0,45 л)
- Old Bobby English Ale  (Английский полутемный эль. Разливается по бутылкам 0,568 л (пинта) и банкам 0,45 л)

### Seth & Riley’s Garage (Tonу’s Garret с 2024 года)
Выпущенный в 2010-х годах аналог Балтики 2 «Party Mix», но в стеклянных бутылках, со stay-on tab на крышке.
- Tony’s Garret Hard Lemon (алкоголь не менее 4,6 %)
- Tonys Garret Hard Lemon Non-Alcoholic (алкоголь не менее 0,5 %)
- Tony’s Garret Hard Black Cherry (алкоголь не менее 4,6 %)
- Tony’s Garret Hard Raspberry-Peach (алкоголь не менее 4,6 %)
- Tony’s Garret Hardcore Pineapple (алкоголь не менее 6,0 %)
- Tony's Garret Hardcore Pomegranate (алкоголь не менее 6,0 %)
- Tony's Garret Hard Pina Chillada (алкоголь не менее 4,6%. Выпускается с 2025)
- Tony's Garret Hard Peach on the Beach (алкоголь не менее 4,6%. Выпускается с 2025)

Platina Latina
- Platina Latina (алкоголь не менее 4,7%. Светлый лагер. Вдохновлено мексиканским пивом. Бутылка 0,4л)

### Русский имперский стаут
Ограниченная серия Балтики.
Русский Имперский Стаут стал популярным среди высшего света Санкт-Петербурга во времена императрицы Екатерины Великой в XVIII веке, когда она начала заказывать этот сорт из Англии к императорскому двору.
В декабре 2023 Балтика сварила «Русский Имперский Стаут» (алкоголь не менее 8,0 %), для того чтобы почтить традиции и чтобы современный потребитель смог оценить вкус и аромат этого исторического сорта по достоинству.

### Žatecký Gus
Žatecký Gus (Жате́цкий Гусь) сварено по рецептуре низового брожения с добавлением чешского хмеля сорта «Жатецкий».
В мае 2010 года в продаже появилось пиво Žatecký Gus Černý, в 2012 году — Žatecký Gus Domácí z Taverny.
- «Žatecký Gus» (алкоголь не менее 4,6 %) — светлое пиво
- «Žatecký Gus Černý» (алкоголь не менее 3,5 %) — тёмное пиво
- «Žatecký Gus Ležák» (алкоголь не менее 5 %)

В 2019 году Žatecký Gus представлен:
- Světlý Žatecký Gus — классический светлый лагер. Алкоголь: 4,6 % об.; плотность начального сусла: 10,6 %.
- Černý Žatecký Gus — тёмный лагер. Алкоголь: 3,5 % об.; плотность начального сусла: 9,0 %
- Rubynový Žatecký Gus — полутемный пилснер, янтарно-красноватый на просвет, с легким фруктовым оттенком, на особом хмеле сорта сорта «Rubin». Алкоголь: 5,1 % об.; плотность начального сусла: 13,4 %

В 2023-2025 году линейка Žatecký Gus представлена:
- Zatecky Gus Světlý (алкоголь не менее 4,6 %) — светлое пиво
- Zatecky Gus Non-Alcoholic (алкоголь не менее 0,5 %) — безалкогольное пиво
- Zatecky Gus Černý (алкоголь не менее 3,5 %) — тёмное пиво
- Zatecky Gus Nefiltrovaný (алкоголь не менее 4,8 %) — нефильтрованный светлый лагер
- Zatecky Gus Extra Chmel (алкоголь не менее 5,7 %) — охмеленный светлый лагер
- Zatecky Gus Druzhe (алкоголь не менее 4,3 %) –  светлый Лагер. Выпускается с 2025

Президент Чешской ассоциации пивоваров Ян Весёлый отметил, что не существует никакой легенды, связанной с Жатецким гусём, и назвал это «…украденной чешской идентичностью и маркетинговыми ходами в грязной форме, так как вся рекламная кампания (пива „Žatecký Gus“) строится на обмане потребителя, который считает, что пиво и правда чешское». Более того, на бутылке «чешского пива» используется известная панорамная фотография довоенного Кёнигсберга (ныне Калининград). В апреле 2011 года Роспатент запретил «Балтике» зарегистрировать Žatecký Gus в качестве товарного знака, в решении ведомства говорилось, что слово Žatecký является прилагательным от названия чешского города Жатец (чеш. Žatec), который имеет тысячелетнюю историю хмелеводства и пивоварения. Поскольку пиво Žatecký Gus не имеет чешского аналога, Роспатент решил, что регистрация такого товарного знака на российское юридическое лицо невозможна, так как это введет потребителя в заблуждение относительно изготовителя продукта. «Балтика» опротестовала решение первой инстанции. Пивоваренная компания, «исходя из среднего уровня образования», решила, что о существовании города Жатец и его роли в истории пивоварения знает «малочисленная группа населения». Поэтому, как сочли юристы «Балтики», большинство потребителей не будут проводить аналогии с чешским городом. Также компания обратила внимание на слово «Gus», которое является «фантазийным» («гусь» по-чешски — «husa»)

### LAV Beer
- LAV (светлый лагер, алкоголь не менее 4,7 %) — выпускается с 2022 года по лицензии Carlsberg Srbija.

### Невское
Пиво «Невское» появилось в 1957 году (РТУ РСФСР 197-57). Первым в России было РТУ РСФСР 197-57, затем РТУ РСФСР 197-61.
«Невское» (светлое, 15 %, 6,5 %) — хмелевой аромат, приятную горечь и слабо выраженный винный привкус
Пиво «Невское Оригинальное» появилось на рынке в начале 1990-х. На сегодняшний день бренд представлен пятью сортами:
- «Невское Оригинальное» (алкоголь не менее 5,7 %).
- «Невское Светлое» (алкоголь не менее 4,6 %)
- «Невское Классическое» (алкоголь не менее 5 %)
- «Невское ICE» (алкоголь не менее 4,7 %)
- «Невское Живое» (алкоголь не менее 4,8 %)

### Warsteiner
С декабря 2013 года Warsteiner производится по лицензии компанией «Балтика» в Санкт-Петербурге.
- Warsteiner Premium Verum (Пильзнер, алкоголь 4,8 %).

### Ярпиво
Бренд «Ярпиво» был выведен на рынок в 1998 году в Ярославле. В 2009 году заняло 30-е место в составленном журналом Forbes спике 50 самых продаваемых брендов России. В 2015 году была обновлена этикетка, центральное место которой занял символ города Ярославль — медведь.
Сейчас бренд представлен пятью сортами, которые производятся на заводах компании в Ярославле, Челябинске, Воронеже, Санкт-Петербурге, Туле, Хабаровске и Самаре:
- «Ярпиво Крепкое» (алкоголь не менее 7,2 % об.)
- «Ярпиво Янтарное» (алкоголь не менее 4,7 % об.)
- «Ярпиво Ледяное» (алкоголь не менее 4,9 % об.)
- «Ярпиво Оригинальное» (алкоголь не менее 4,7 % об.)
- «Ярпиво Паровое» (алкоголь не менее 4,8 % об.)

### Арсенальное
Производство пива «Арсенальное» началось в Туле в 2000 году. На сегодня этот бренд включает в себя 4 сорта пива:
- «Арсенальное Традиционное» (алкоголь не менее 5,1 % об.)
- «Арсенальное Крепкое» (алкоголь не менее 7 % об.)
- «Арсенальное Живое» (алкоголь не менее 4,0 % об.)
- «Арсенальное Ледяное» (алкоголь не менее 4,7 % об.) — с февраля 2013 года.

### Большая кружка
При варке используется традиционная технология «длительного брожения». Продается на всей территории России, а также поставляются на экспорт.
- Живое (алкоголь не менее 4 %)
- Крепкое (алкоголь не менее 7 %)
- Янтарное (алкоголь не менее 4 %)

### Жигулёвское
Жигулёвское "Свердловское" (алкоголь не менее 4%. Разливается в бутылки 0.45л, ПЭТ 1.25л, кеги 30л)
Жигулевское "Высший сорт" (алкоголь не менее 4%. Разливается в бутылки 0.45л, ПЭТ 1.25л, кеги 30л)
Пиво с содержанием алкоголя не менее 4,0 %. Выпускается с основания завода «Балтика» в 1990 году. Продаётся по всей России, а также экспортируется в Германию, Израиль, Грецию, Португалию, США, Монголию, страны Балтии и СНГ.

### Chill King
Бренд пива, созданный совместно с рэпером Джиганом. Розлив начат 27 ноября 2024 года.
- «Chill King» (светлый лагер, алкоголь не менее 4,2 %, банка 0,45 л).
- «Chill King 0» (безалкогольный светлый лагер, банка 0,45 л).

### Дон
Региональный бренд. Впервые сварено весной 1998 года на заводе «Балтика-Ростов». Создано специально для жителей Юга России.
- «Дон Живое» (алкоголь не менее 4,0 %).
- «Дон Классическое» (алкоголь не менее 4,5 %)
- «Дон Ледяное» (алкоголь не менее 4,2 %)
- «Дон Экспортное» (алкоголь не менее 4,8 %)
- «Дон Светлое» (алкоголь не менее 4,4 %)
- «Дон Южное» (алкоголь не менее 6,0 %)

### Сибирский бочонок
Региональный бренд. Марка выведена на рынок в мае 2008 года специально к началу работы завода «Балтика-Новосибирск».
- Классическое (алкоголь не менее 4,7 %)
- Крепкое (алкоголь не менее 8 %)
- Морозное (алкоголь не менее 4,5 %)

### ДВ
Региональный бренд. Визитная карточка пивоваренного завода «Балтика-Хабаровск». Производится с апреля 2003 года.
- Классическое (алкоголь не менее 4,7 %)
- Крепкое (алкоголь не менее 7 %)
- Ледяное (алкоголь не менее 4,5 %)

### Купеческое

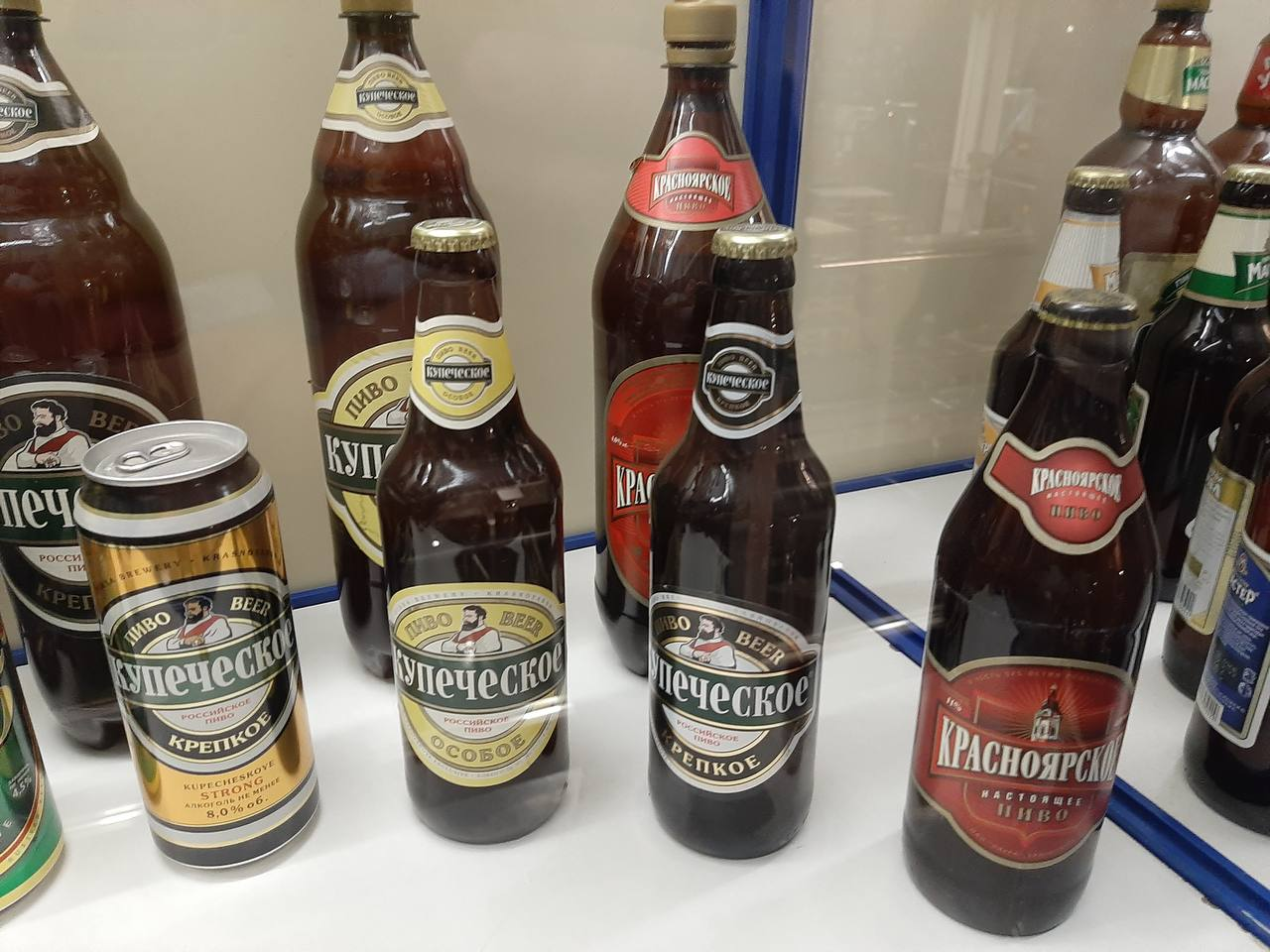
Витринные образцы пива на заводе Балтика-Санкт-Петербург

Региональный бренд. Создан в 1993 году. Выпускался на заводе «Балтика-Пикра» (Красноярск). На данный момент выпуск пива под данным брендом прекращён.
- Живое (алкоголь не менее 4,0 %)
- Классическое (алкоголь не менее 4,5 %)
- Крепкое (алкоголь не менее 8,0 %)

### Самара
Региональный бренд. Производится с 2003 года на заводе «Балтика-Самара». Первая партия выпущена в день открытия завода.
- Живое (алкоголь не менее 4,0 %)
- Классическое (алкоголь не менее 5,0 %)
- Светлое ледяной фильтрации (алкоголь не менее 4,0 %)

### Заповедное
Региональный бренд. Появился в 1994 году. Производился на заводе «Балтика-Пикра» (Красноярск) до 2001 года, в 2004 году (под названием «Купеческое Заповедное») и в апреле 2015 года, сейчас выпускается заводом «Балтика-Новосибирск».
- Светлое (алкоголь не менее 4,7 %)

### Уральский мастер
Региональный бренд. Появился в 2002 году. Производился на заводе «Балтика-Челябинск».
- Классическое (алкоголь не менее 4,7 %)
- Крепкое (алкоголь не менее 8,0 %)
- Ледяное (алкоголь не менее 4,5 %)
- Светлое (алкоголь не менее 4,0 %)

### Челябинское
Региональный бренд. Производится на заводе «Балтика-Челябинск» с 1993 года. Распространяется в Челябинске и области. В последнее время «Челябинское» стало популярным во многих других регионах России. С 2005 года началось производство сорта «Челябинское Живое». В 2013 году на рынок вышел новый сорт «Челябинское Чешское».
- «Челябинское Живое» (алкоголь не менее 4,0 %)
- «Челябинское Чешское» (алкоголь не менее 4,7 %)

### Иные напитки
- Квас «Хлебный Край» традиционный (алкоголь не более 1,2 %)
- Ладога № 1 «Лимонад» — сильногазированный безалкогольный напиток на основе лимонного сока. Выпускался с 2000 по 2004 годы.
- Ладога № 2 «Цитрон» — сильногазированный безалкогольный напиток. Выпускался с 2000 по 2004 годы.
- Ладога Серебряная № 3 «Цитрус — Микс» — сильногазированный безалкогольный напиток на основе апельсинового, грейпфрутового и лимонного соков. Выпускался с 2000 по 2004 годы.

## Логотип
- С 1990 по 19 ноября 2013 года логотип в виде трёх синих волнистых линий, рядом слово «Балтика» крупными синими буквами.
- 20 ноября 2013 года объявлено об изменении дизайна корпоративного логотипа. Три волнистые линии стали золотистыми, несколько изменён шрифт слова «Балтика», а также добавлена подпись «Part of the Carlsberg Group»[30]. В 2022 году подпись «Part of the Carlsberg Group» из логотипа была убрана.